# Goran Filipi
Goran Filipi, (Zadar, 18. siječnja 1954. – Medulin, 8. siječnja 2021.), jezikoslovac, leksikograf, sveučilišni profesor, književnik, akademik.
Odrastao je i školovao se u Izoli što ga je od ranog djetinjstva učinilo aktivnim trojezičnim govornikom (hrvatski, slovenski i talijanski). Godine 1979. diplomirao je dvopredmetni studij talijanskog jezika i književnosti te engleskog jezika i književnosti na Filozofskom fakultetu u Zadru. Šest godina kasnije magistrirao je romansku lingvistiku pri Interuniverzitetskom centru za poslijediplomske studije u Dubrovniku. Doktorirao je 1991. na Filozofskom fakultetu Sveučilišta u Zagrebu radom Istarska ornitonimija.
Od 1985. radi u Puli, na Katedri za talijanski jezik Filozofskog fakulteta Sveučilišta Jurja Dobrile, na kojem je obavljao i više dužnosti organizacijskoga i znanstvenoga tipa te bio dekan u dva mandata. Skoro jedno desetljeće (1996.-2005.) predavao je talijansku povijesnu gramatiku na Filozofskom fakultetu u Ljubljani. Od 2003. predavao je, kao gostujući predavač, talijanističke i lingvističke kolegije na Fakultetu za humanističke znanosti u Kopru, a gostovao je i na sveučilištima u Udinama, Padovi, Bologni, Celovcu (Klagenfurt), Gradcu (Graz) i Beču. Zvanje redovnog profesor stekao je 1998., a redovnog profesora u trajnom zvanju 2005.
Član suradnik Razreda za filološke znanosti Hrvatske akademije znanosti i umjetnosti bio je 2008.-12., a od 2012. redoviti je član Akademije, gdje 2019. obnaša dužnost zamjenika tajnika Razreda i voditelja Zavoda za lingvistička istraživanja.
U znanstvenom je radu podrobno proučavao romanski govorni sloj na tlu Hrvatske, napose Istre (istromletački, istriotski/istroromanski, istrorumunjski) te romansko-slavenske dodire u Istri i Dalmaciji. Objavio je petnaestak knjiga, među kojima pet knjiga etimoloških studija o istrorumunjskom, dva sveska jezičnog atlasa Istre za istrorumunjski i jedan za istriotski, tri etimološka rječnika (pučko nazivlje brodogradnje, pučka istarska te pučka slovenska ornitonimija) i dr.
Tijekom 1990-ih započeo je, u suradnji s Barbarom Buršić-Giudici, projekt Jezičnoga atlasa Istre za koji je objavio dva sveska za istrorumunjski i jedan za istroromanski. U sklopu spomenutoga atlasa nastavljeno je prikupljanje građe za istarski čakavski te istromletački. Objavio je više od 80 znanstvenih članaka u zemlji i inozemstvu, niz stručnih i popularnih članaka, više poglavlja u raznim knjigama te tiskanih recenzija. U nizu studija pokazao je jezičnu i etničku povezanost između Istre i Dalmacije. Dobitnik je više međunarodnih i domaćih priznanja za znastveni rad.
Poliglot i prevoditelj, mahom s talijanskog i slovenskog te na te jezike.
U književnosti potvrđen kao pjesnik urbane tematike, mediteranstva, zavičajnih i domovinskih motiva, lirik odmjerena izraza i kultivirana stiha, s nerijetkim intertekstualnim i intermedijalnim elementima. Zbirke poezije: Minule šetnje (Pula, 1990.), Otočke balade (Pazin, 1994.), Sve hrvatske smrti: ratna zbirka (ilustracije Vera Kos, Rijeka, 1994.), Brdo do sunca (Pazin, 1997.), Nasprotna obala (na slovenskom, Izola, 1997.), Sjedinjenje u stopama (Pula, 2000.), Još se vrti crna ploča (Pula, 2004.). S Đaninom Božićem suautor grafičko-pjesničke mape Istarski rukopisi – Caligrafie istriane (1998.). Prevođen. Zastupljen u zajedničkim zbirkama i antologijama, primjerice u svescima Moreplovi (priredio Luko Paljetak, Dubrovnik, 1990. ) i Mila si nam ti jedina (priredili Josip Bratulić, Stjepan Damjanović, Vinko Brešić, Božidar Petrač, Zagreb, 1998.) itd. Napisao je više natuknica za Istarsku enciklopediju (Zagreb, 2005.)
Bio je aktivni član Istarskog ogranka Društva hrvatskih književnika (od 1995., u jednom mandatu i predsjednik) te Matice hrvatske, Čakavskog sabora, Hrvatskoga filološkog društva i Hrvatskoga društva klasičnih filologa, član uredništva Nove Istre itd.